# Glenophisis sumatranus
Glenophisis sumatranus är en insektsart som beskrevs av Kästner 1933. Glenophisis sumatranus ingår i släktet Glenophisis och familjen vårtbitare. Inga underarter finns listade i Catalogue of Life.